# 理想 (リスト)
『理想』（りそう、Die Ideale）S.106/R.423は、フランツ・リストが作曲した12番目の交響詩。

## 概要
1857年に、ヴァイマルでシラーの詩「理想」を元として作曲した。この曲はもともとヴァイマル劇場のゲーテとシラー、ヴィーラントの像の除幕式のために作曲されたものである。この曲でリストの交響詩の作曲は一旦中断される。次の交響詩『ゆりかごから墓場まで』が書かれるのは、この曲が完成してから20年以上後のことである。

## 初演
1857年9月5日、ヴァイマル宮廷劇場にてリスト自身の指揮により初演。上記の除幕式でファウスト交響曲と共に演奏されたが、初演の時点ではあまり受け入れられなかった。

## 編成
フルート2、オーボエ2、クラリネット2、ファゴット2、ホルン4、トランペット2、トロンボーン3、チューバ、ティンパニ3個、シンバル、弦五部

## 演奏時間
約27分。

## 構成
木管と低弦のピツィカートに導かれるアンダンテの導入部と、速い弦の動きのアレグロ・スピリトーソの主部からなるが、途中でも序奏の主題が出てきて循環する。なおオプションによる短縮形は1種類のみだが、長いためこれ以外にも後半をカットする指揮者も多い。